# Opopomoz
Opopomoz es una película animada italiana/francesa/española de 2003 dirigida por Enzo D'Alò. Narra una historia navideña ambientada en Nápoles. La película fue realizada durante dos años, con un presupuesto aproximado de diez millones de euros.

## Argumento
La historia tiene lugar en Nápoles en vísperas de Navidad. Rocco es un niño, hijo de Peppino y Mariu. Sus padres están esperando la llegada de su hermano, Franceschiello, quien nacerá el 25 de diciembre. Con sus padres ocupados anticipando el nacimiento de su hermano, Rocco está celoso y enojado con sus padres. En ese momento, Satanás envía tres demonios a la Tierra: Astarotte, Farfaricchio y Scarapino, con la misión de convencer a un humano para que impida el nacimiento de Jesús. Los tres demonios usan los celos de Rocco y lo convencen de que si impide el nacimiento de Jesús, al mismo tiempo se impedirá el de Francheschiello. Le revelan una fórmula mágica, "Opopomoz", que le permite volver en el tiempo.

## Voces originales
- Ciro Ricci - Rocco
- Tonino Accolla - Astarotte
- Peppe Barra - Sua Profondità / Re Magia
- Xsuela Douglas - Sara
- Oreste Lionello - Scarapino
- Silvio Orlando - Peppino
- Marina Ruffo - Nonna Adele
- Vincenzo Salemme - Giuseppe
- Paolo Salomone - Domenico
- Fabio Volo - Farfaricchio
- John Turturro - John